# Штарке, Андраш
А́ндраш Шта́рке (нем. Andrasch Starke, род. 4 января 1974, Штаде) — немецкий жокей в конном спорте.

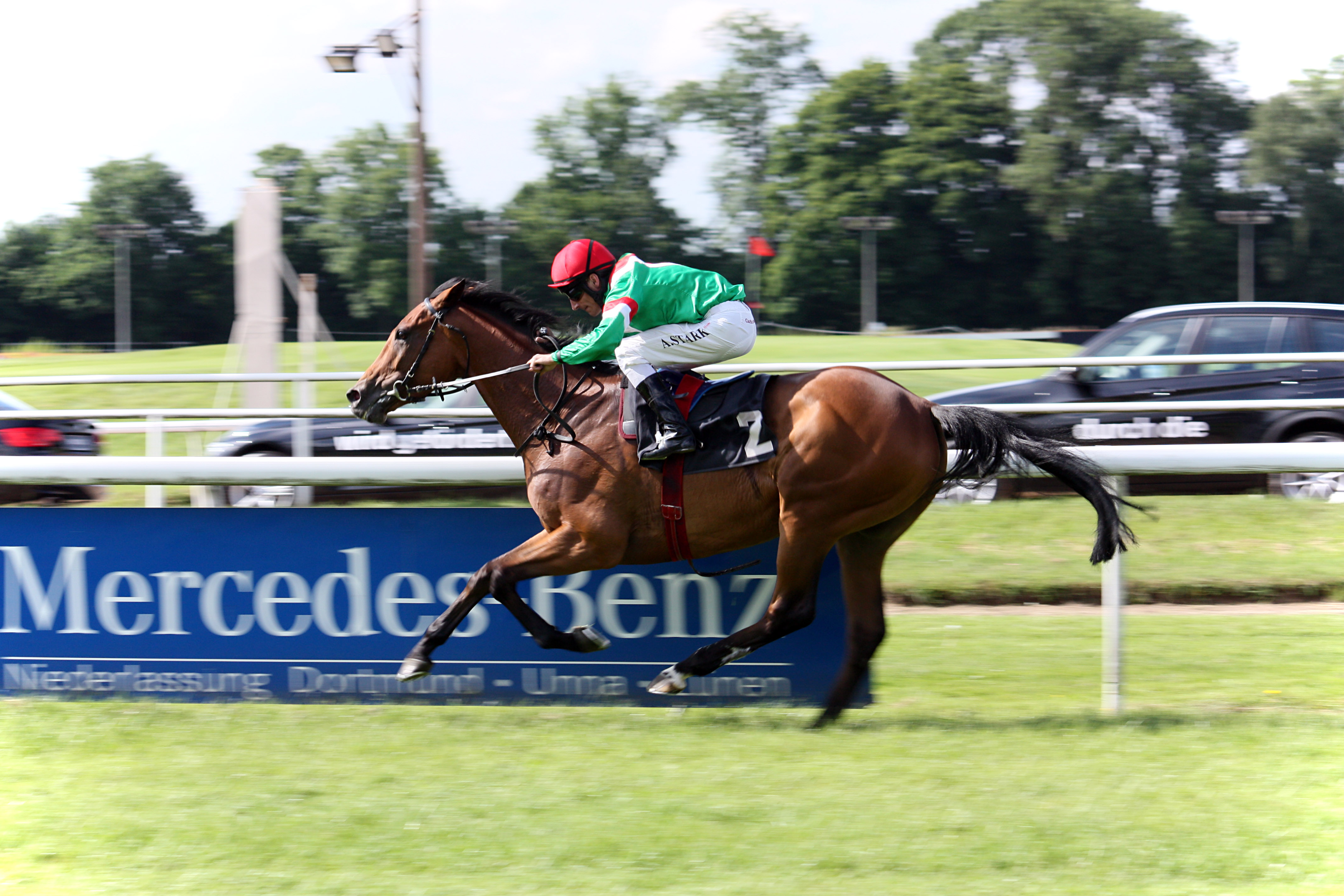
Штарке на скачках в Дортмунде

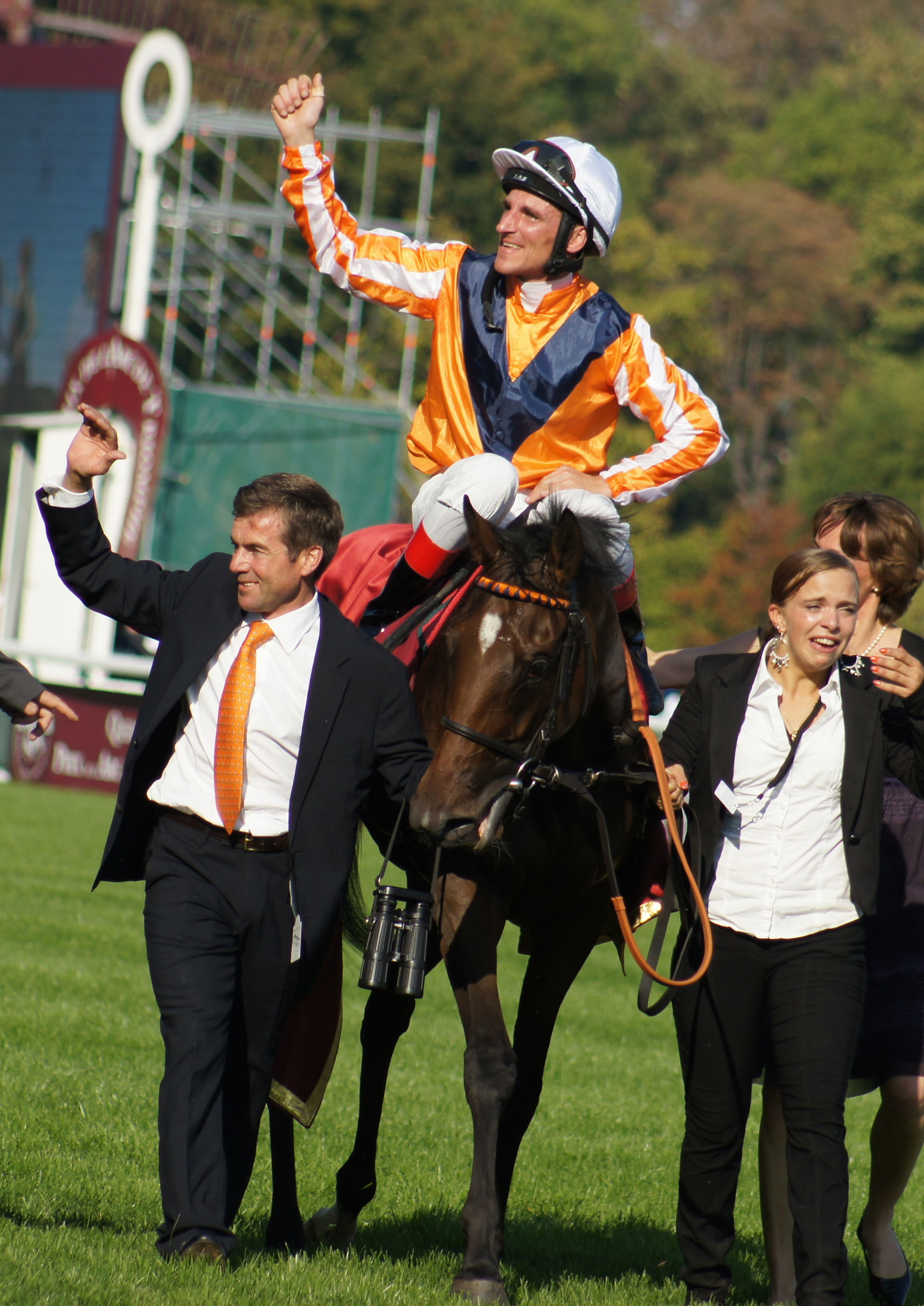
Штарке на Danedream после победы на :en:Prix de l'Arc de Triomphe

Своё обучение Штарке начал в 1989 году в кёльнской конюшне Бруно Шютца (нем. Bruno Schütz) и завершил в 1993 году. Первую победу он одержал 12 июня 1992 года, выиграв на жеребце Irish Star Berlin Brandenburg-Trophy в Хоппегартене. В дальнейшем он стал одним из лучших немецких жокеев, став в 1998-2003 годах пятикратным чемпионом Германии. Кроме того, он 5 раз становился победителем Германского Дерби (нем. Deutsches Derby) на  Robertico (1998), Samum (2000), Next Desert (2002), Schiaparelli (2006) и Kamsin (2008). В 2000 и 2005 годах в Гонконге на ипподроме Happy Valley Штарке дважды выигрывал неофициальный чемпионат мира среди жокеев.
В 2001 году Штарке дисквалифицирован Hong Kong Jockeys Club на месяц за участие в гонке в состоянии алкогольного опьянения, а в 2002 - на 6 месяцев дисквалифицирован за употребление кокаина. По окончании дисквалификации он практически без перерыва продолжил свою карьеру.
В 2011 году на кобыле Danedream Штарке победил на одних из самых престижных европейских скачек - Prix de l'Arc de Triomphe. В 2012 году на ней же, будучи явным аутсайдером, Штарке смог выиграть King George VI and Queen Elizabeth Stakes в Эскоте.
На лето 2012 года в активе Андраша Штарке свыше 1800 побед.